# John Marshall Stone
Pour les articles homonymes, voir John Stone et Stone.
John Marshall Stone, né le 30 avril 1830 à Milan (États-Unis) et mort le 26 mars 1900 à Holly Springs (États-Unis), est un homme politique américain. 

## Biographie
Colonel de l'armée confédérée pendant la guerre de Sécession, John Marshall Stone entame une carrière politique dans le Mississippi à la fin de cette dernière. Il en devient une première fois le gouverneur après la démission d'Adelbert Ames en 1876. Confirmé dans ses fonctions par l'élection gouvernorale de 1877 (en), il effectue deux mandats complets à la tête de l'État : le premier de 1878 à 1882 et le second de 1890 à 1896 (soit plus de 10 ans au total, un record dans l'histoire du Mississippi). C'est durant ce dernier qu'il apporte son soutien à la Constitution mississippienne de 1890 qui prive de droits civiques la majorité noire de l'État (57,6 % de la population) pour les sept décennies suivantes. 

## Hommage
La Goelette Governor Stone a été nommée en son honneur.